# Letesenbet Gidey
Letesenbet Gidey Tadesse (amharisch ለተሰንበት ግደይ; * 20. März 1998 in Endameskel, Region Tigray) ist eine äthiopische Leichtathletin, die sich auf den Langstreckenlauf spezialisiert hat. Sie erzielte 2021 Weltrekorde über 10.000 Meter (gültig bis 2024) und Halbmarathon. Zudem wurde sie 2022 Weltmeisterin im 10.000-Meter-Lauf.

## Sportliche Laufbahn
Erste internationale Erfahrungen sammelte Letesenbet Gidey bei den Crosslauf-Weltmeisterschaften 2015 in Guiyang, bei denen sie sowohl im Einzelwettbewerb in der U20-Altersklasse als auch mit dem Team die Goldmedaille gewann. Anschließend belegte sie bei den Jugendweltmeisterschaften in Cali in 9:04,64 min den vierten Platz im 3000-Meter-Lauf. Zwei Jahre später verteidigte sie bei den Crosslauf-Weltmeisterschaften 2017 in Kampala ihre beiden Goldmedaillen und qualifizierte sich im 5000-Meter-Lauf für die Weltmeisterschaften in London, bei denen sie mit 15:04,99 min im Finale den elften Platz belegte. Bei den Crosslauf-Weltmeisterschaften 2019 in Aarhus gewann sie in 36:24 min die Bronzemedaille in der Erwachsenenklasse und sicherte sich mit dem Team die Goldmedaille. 2019 wurde Gidey äthiopische Meisterin im 10.000-Meter-Lauf. Ende September gewann sie bei den Weltmeisterschaften in Doha mit neuer Bestleistung von 30:21,23 min die Silbermedaille über 10.000 Meter hinter der Niederländerin Sifan Hassan. Mitte November stellte Gidey beim Zevenheuvelenloop in Nijmegen eine neue Weltbestzeit über 15 Kilometer auf. In 44:20 min ist sie die erste Frau, die unter 45 Minuten blieb und verbesserte dabei die bisherige Marke der Kenianerin Joyciline Jepkosgei um mehr als eine Minute.
2020 steigerte Gidey über 5000 Meter den vorherigen Weltrekord ihrer Landsfrau Tirunesh Dibaba auf 14:06,62 min. Im Juni des Folgejahres lief sie auch über 10.000 Meter Weltrekord, die erst zwei Tage zuvor von Sifan Hassan aufgestellte Marke verbesserte sie um weitere 5 Sekunden auf 29:01,03 min. Bei den Olympischen Sommerspielen in Tokio fokussierte sie sich ganz auf die 10.000 Meter und gewann dort in 30:01,72 min die Bronzemedaille hinter der Niederländerin Hassan und Kalkidan Gezahegne aus Bahrain. Am 24. Oktober 2021 gelang ihr beim Valencia-Halbmarathon mit 1:02:52 h ein weiterer Weltrekord. Gidey war damit die erste Frau, die die Halbmarathondistanz in unter 3 min/km zurücklegte. Die bisherige Rekordmarke verbesserte sie um 70 Sekunden. Im Jahr darauf wurde sie beim Prefontaine Classic in 14:24,59 min Zweite über 5000 Meter und anschließend gelangte sie bei den Bislett Games mit 14:26,92 min auf Rang drei. Im Juli gewann sie bei den Weltmeisterschaften in Eugene mit einer Zeit von 30:09,94 min Gold über die 10.000 Meter und über 5000 Meter belegte sie in 14:47,98 min im Finale den fünften Platz. Bei den Crosslauf-Weltmeisterschaften 2023 in Bathurst galt sie als klare Favoritin, kam aber kurz vor dem Ziel zu Sturz und wurde zudem disqualifiziert. Im Juni wurde sie in 14:07,94 min Zweite über 5000 Meter beim Meeting de Paris und im August gewann sie bei den Weltmeisterschaften in Budapest in 31:28,16 min die Silbermedaille über 10.000 Meter hinter ihrer Landsfrau Gudaf Tsegay. Kurz darauf siegte sie in 14:08,79 min beim ISTAF Berlin über 5000 Meter.
2019 wurde Gidey äthiopische Meisterin im 10.000-Meter-Lauf.

## Persönliche Bestzeiten
- 1500 m: 4:11,11 min, 15. Juni 2017, Hérouville-Saint-Clair
- 3000 m: 8:20,27 min, 30. Juni 2019, Palo Alto
- 5000 m: 14:06,62 min, 7. Oktober 2020, Valencia
- 10.000 m: 29:01,03 min, 8. Juni 2021, Hengelo (Weltrekord bis 25. Mai 2024)
- 15-km-Straßenlauf: 44:20 min, 17. November 2019, Nijmegen (Weltbestzeit)
- Halbmarathon: 1:02:52 h, 24. Oktober 2021, Valencia (Weltrekord)
- Marathonlauf: 2:16:49 h, 4. Dezember 2022, Valencia